# Gina Gillespie
Gina Gillespie (* 20. September 1951 in Los Angeles, Kalifornien) ist eine US-amerikanische Schauspielerin, die von ihrem 6. bis zu ihrem 15. Lebensjahr aktiv als Darstellerin tätig war. 

## Leben
Von ihrem sechsten Lebensjahr an hatte sie viele Auftritte in Fernsehserien, zu ihren ersten Fernsehauftritten gehörten 1958 Gastauftritte in den Serien State Trooper, Suspicion und in Rescue 8. Sehr bekannt wurde sie 1959 durch ihre Rolle als Tess Wilkins in der Serie Law of the Plainsman. In der bis 1960 laufenden Westernserie spielte sie ein Waisenmädchen, das von dem indianischen Marshall Sam Buckhart (Michael Ansara) aus einem von Outlaws überfallenen Planwagen gerettet und von der Pensionswirtin Martha Commager (Nora Marlowe) aufgenommen wird, bei der auch Buckhart logiert. 
In dem Fernsehfilm Pippi Langstrumpf, der 1961 innerhalb der Anthologie-Serie Shirley Temple's Storybook in den Vereinigten Staaten erstausgestrahlt wurde, spielte sie die Titelrolle der Pippi Langstrumpf. Eine weitere Fernseh-Hauptrolle hatte Gillespie in der Familienserie Karen (1964–1965), in der sie als Mimi die jüngere Schwester der von Debbie Watson verkörperten Hauptfigur darstellte.   
Auch in Spielfilmen wirkte Gillespie mit, so in Andy Hardy Comes Home (1958) neben Mickey Rooney, Mit mir nicht, meine Herren (1959) mit Doris Day und Jack Lemmon und Auf heißer Fährte (1959) an der Seite von Fred MacMurray. Ihr wohl nachhaltig bekanntester Film wurde der Psychothriller Was geschah wirklich mit Baby Jane? (1962), in dem sie die von Joan Crawford gespielte Hauptfigur Blanche als Kind darstellte. 
Ihr letzter Auftritt war 1966 in der Folge The Deadliest Kid in the West der Fernsehserie Laredo, danach war die Schauspielerkarriere der Teenagerin beendet. Als Erwachsene wurde Gillespie Anwältin.

## Filmografie (Auswahl)
- 1958: State Trooper (Fernsehserie, Folge 2x13)
- 1958: Cheyenne (Fernsehserie, Folge 3x19)
- 1958: Das rote Telefon… Alarm! (The Lost Missile)
- 1958: Andy Hardy Comes Home
- 1959: Mit mir nicht, meine Herren (It Happened to Jane)
- 1959: Auf heißer Fährte (Face of a Fugitive)
- 1959–1960: Law of the Plainsman (Fernsehserie, 15 Folgen)
- 1960: Kerle, Colts und kalte Füße… (The Slowest Gun in the West, Fernsehfilm)
- 1960: Route 66 (Fernsehserie, Folge 1x05)
- 1960/1961: Shirley Temple’s Storybook (Fernsehserie, 2 Folgen: Madeline und Pippi Langstrumpf)
- 1961/1962: Dr. Kildare (Fernsehserie, 2 Folgen)
- 1962: Am Fuß der blauen Berge (Laramie, Fernsehserie, Folge 3x28)
- 1962: Was geschah wirklich mit Baby Jane? (What Ever Happened to Baby Jane?)
- 1963: Auf der Flucht (The Fugitive, Fernsehserie, Folge 1x02)
- 1964: Das große Abenteuer (The Great Adventure, Fernsehserie, Folge 1x19)
- 1964–1965: Karen (Fernsehserie, 27 Folgen)
- 1966: Laredo (Fernsehserie, Folge 1x27)